# Danny Doyle
Daniel F. Doyle, detto Danny (Queens, 6 febbraio 1940), è un ex cestista statunitense, professionista nella ABL e nella NBA.

## Carriera
Venne selezionato dai Detroit Pistons con la terza scelta del quinto giro (44ª assoluta) del Draft NBA 1961. Giocò 8 partite con i Pittsburgh Rens nella ABL all'inizio della stagione, prima di disputarne 4 nella NBA con i Pistons. La stagione successiva passò nella EPBL.